# Richard Fishacre
Richard Fishacre (1200 körül – 1248) középkori angol teológus.
Domonkos-rendi szerzetes volt, és az Oxfordi egyetemen tanított. Az egyetem tanítói közül ő az első, akinek Szentencia-kommentárjai máig fennmaradtak. A kommentárok feltehetően 1245 előtt nem sokkal készültek.

## Bővebb irodalom
- Étienne Gilson: A középkori filozófia története. Budapest: Kairosz Kiadó. 2015.  ISBN 9789636627850 , 514–515. o.